# Leucanthiza dircella
Leucanthiza dircella là một loài bướm đêm thuộc họ Gracillariidae. Nó được tìm thấy ở Québec và Hoa Kỳ (bao gồm California, Kentucky, Ohio, Michigan, Vermont và Maine).
Có một lứa một năm in miền bắc Michigan.
Ấu trùng ăn Dirca palustris. Chúng ăn lá nơi chúng làm tổ.